# Le Veilleur de nuit (téléfilm)
Pour les articles homonymes, voir Le Veilleur de nuit.
Le Veilleur de nuit est un téléfilm français réalisé par Philippe de Broca diffusé en 1996, avec Philippe Noiret, d'après la pièce de Sacha Guitry.

## Synopsis
La maîtresse d'un vieux riche est en relation avec un homme.

## Fiche technique
Genre : comédie

## Distribution
- Philippe Noiret : Monsieur
- Sabine Azéma : Elle
- Éric Métayer : Jean
- Catherine Arditi : Félicie, la bonne
- Alexandra Kazan : la femme maigre
- Maud Rayer : la femme fanée
- Sophie Bouilloux : la petite brune
- Georges Montillier : l'invité
- Baptiste Roussillon: le garçon blond
- Mathieu Dion : le jeune homme